# 国際ガイドライン
国際ガイドライン（こくさいガイドライン）は、アメリカ心臓協会（AHA）と国際蘇生連絡協議会（ILCOR）が策定した科学的合意文章の日本語通称である。心停止、脳卒中患者などに対する手当の方法について記した文書であるが、厳密な根拠を明確にした上で対応法を記した点で過去の処置法とは大きく異なることが特徴である。2024年現在では、国際コンセンサスないしは英語名「Consensus on Science with Treatment Recommendations」の略称である「CoSTR」が用いられる事が多い。

## 名称
国際蘇生協議会は、数年おきにこのガイドラインを更新している。よって、国際ガイドライン2005、国際ガイドライン2010などと発表された年号を語尾に付けることが多い。

## 2000年発表時の骨子
心肺蘇生法の標準的方法について、十分な統計手法を使い科学的に根拠を以て提出された世界に向けて発表された。内容が充実していたため、国際蘇生連絡協議会を通じて瞬く間に世界中に広がった。市民レベルの自動体外式除細動器の利用の勧め、心肺蘇生開始までの手順の簡略など、従来のスタンダードに比べて多くの変更が行われた。

## 2005年発表時の骨子
2000年発表の内容が質・量共に従来のデータを凌駕していたため、世界中が2005年の去就を見守る中の発表であった。心肺蘇生法の胸骨圧迫対人工呼吸法の比率を15：2から30：2に改めた。
市民救助者には脈の確認は不要となった。これは医療従事者でも正確ではなくかつ時間を要するためであり、行う場合でも10秒以上かけてはならないとした。
従来よりも胸骨圧迫に注目した点が要諦である。

## 2010年改訂の骨子
ポイントは胸骨圧迫を極力早く行うこととその中断を最小にすることである。また訓練を受けた救助者と一般市民（バイスタンダー）を分け、手順を分かりやすくしたこと。一般人向けには心理的に抵抗のある部分を無くし、訓練の有無に関わらずCPRの実施が可能なようにたことである。BLS手順の主な変更は次の通り。
- 気道確保は不要（訓練を受けた救助者が人工呼吸をするときは人工呼吸の直前に行う）
- 呼吸確認は「見て・聞いて・感じて」が廃止された。これは簡略化よりも死戦期呼吸＝心停止を見逃さないという方が大きい。
- 胸骨圧迫最優先。ともかく早く始めて極力中断しない。ガイドライン2005までは「気道確保(A)―人工呼吸(B)―胸骨圧迫(C)」だったが、胸骨圧迫が先になった。
- 胸骨圧迫の位置は「胸の真ん中」。「両乳首の真ん中」は削除された。衣服の上からで良い。
- 胸骨圧迫の深さが「4～5cm程度」から「5cm以上」に。（小児や乳児の場合は胸の厚みの1/3）
- 胸骨圧迫のテンポが「100回/分程度」から「100回/分以上」に。
- CPRを習熟していない市民救助者は人工呼吸はやらなくても良い。心理的抵抗感も大きいことと胸骨圧迫中断によるマイナスを考慮した。訓練を受けた救助者の場合でも人工呼吸の為の胸骨圧迫中断は最小にすべきとしている。ただし小児や乳児は窒息の場合いが多く、溺水の場合と合わせて人工呼吸を優先する。
- 乳児にもAEDが使えることになった。